# Caproni Ca.309
El Caproni Ca.309 Ghibli fue un avión monoplano bimotor para cometidos generales, bombardeo y reconocimiento empleado durante la Segunda Guerra Mundial por la Regia Aeronautica.

## Desarrollo y servicio
Su diseño estaba basado en el prototipo de avión de transporte de 6 plazas Ca.306, que derivó en el diseño básico designado Ca.308 Borea y que posteriormente sirvió como base para una gran familia de aviones militares, comenzando con el Caproni Ca.309. Posteriormente, se construyeron algunos desarrollos, designados Ca.310 a Ca.314. A partir de 1938, se construyeron alrededor de 1000 unidades de todas las variantes; en general, las únicas dos diferencias principales entre ellas fueron la elección del motor y la forma del morro. De construcción mixta en acero, madera y tela, se trataba de un monoplano bimotor de ala baja cantilever y tren de aterrizaje fijo carenado.
El Ca.309 sirvió en Libia desde 1937 donde fue puesto en servicio en sustitución de los biplanos IMAM Ro.1, siendo utilizados durante la primera parte de la Segunda Guerra Mundial. A finales de 1942, con la pérdida de Libia, las aparatos supervivientes fueron repatriados a Italia, donde fueron utilizados como aviones de transporte, enlace, reconocimiento y esporádicamente como bombardero ligero.
A finales de 1937 Paraguay solicitó tres unidades, de las que únicamente dos fueron entregadas en setiembre de 1938; fueron empleados primero por el Cuerpo de Aviación del Ejército hasta 1945 y después transferidos a las Líneas Aéreas de Transporte Nacional (LATN).
El Caproni Ca.309 también fue producido por la subsidiaria Samoletna Fabrika Kaproni Bulgarski (SFKB; fábrica de aviones Kaproni Bulgaria) que Caproni estableció en Kazanlak, Bulgaria, donde fueron construidos 24 aparatos con la designación Kaproni-Bulgarski KB.6 Papagal (loro), también conocido como KB-309, que fueron entregados en 1941; las principales diferencias consistían en el cambio de motor; el Alfa 115 original fue reemplazado por el alemán Argus As 10 C, un motor lineal de 8 cilindros invertidos refrigerados por aire con una potencia de 240 cv, cristales del morro modificados y cola rediseñada.
El Ca. 309 también operó con la Luftwaffe, que logró hacerse con una pequeña cantidad (unos siete) tras el armisticio de 1943. Algunos aparatos fueron empleados también por la Aeronautica Nazionale Repubblicana de la República Social Italiana.

## Especificaciones técnicas
Referencia datos: Base de datos Segunda Guerra Mundial / Ca.309 Ghibli

### Características generales
- Tripulación: 3
- Longitud: 12,9 m (42,2 ft)
- Envergadura: 16,2 m (53,1 ft)
- Altura: 3 m (10 ft)
- Superficie alar: 38,7 m² (416,6 ft²)
- Peso vacío: 1960 kg (4319,8 lb)
- Peso máximo al despegue: 2930 kg (6457,7 lb)
- Planta motriz: 2× motores seis cilindros en línea Alfa Romeo 115bis.
  - Potencia: 145 kW (200 HP; 198 CV) cada uno.

### Rendimiento
- Velocidad máxima operativa (Vno): 250 km/h (155 MPH; 135 kt)
- Velocidad crucero (Vc): 210 km/h (130 MPH; 113 kt)
- Alcance: 1050 km (567 nmi; 652 mi)
- Techo de vuelo: 4250 m (13 944 ft)

### Armamento
- Ametralladoras: 3× Breda-SAFAT de 7,70 mm
- Bombas: Hasta 330 kg de bombas

## Studio Ghibli
Hayao Miyazaki escogió el nombre de este avión para nombrar a su estudio de animación, Studio Ghibli.